# Lacs Vermilion
Pour les articles homonymes, voir Lac Vermilion.
Les lacs Vermilion sont une série de lacs situés à la sortie de Banff, en Alberta au Canada, dans les Rocheuses canadiennes.

## Géographie

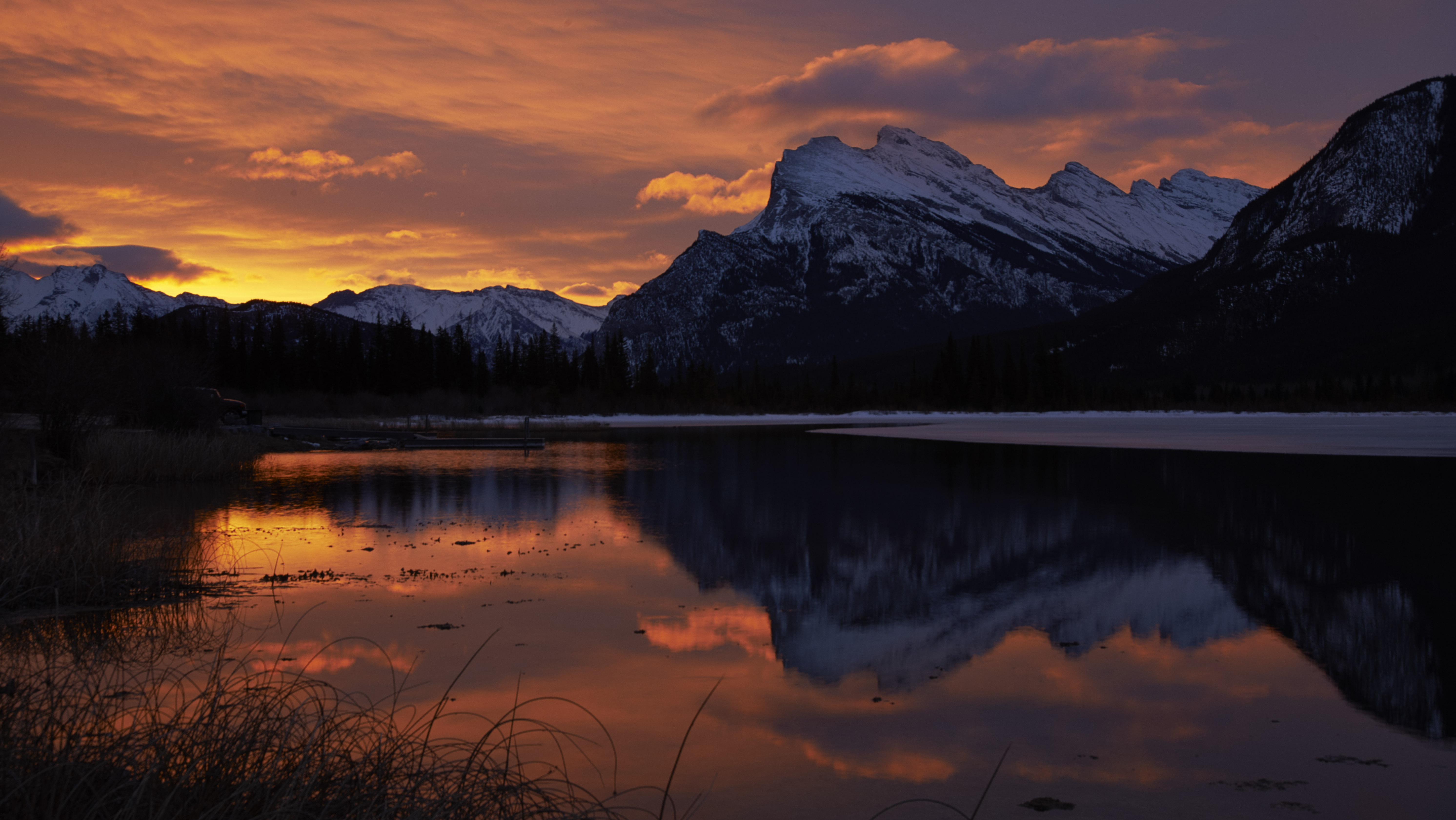
Lever de soleil sur le lac Vermilion.

Les trois lacs se forment sur la vallée de la Bow River, dans le parc national de Banff, entre la route transcanadienne et les voies de la Canadian Pacific Railway, au pied du mont Rundle. Une source d'eau chaude jaillit dans le troisième lac.

## Histoire
Des recherches archéologiques ont mis en évidence des traces d'activité humaine autour du lac remontant à 10 800 ans. Le site fut exploré par Daryl Fedje de Parcs Canada, qui trouva des restes de campements et des outils en obsidienne.